# 张亮 (模特)
张亮（1982年3月26日—），本名张振锁，中国男模特，北京市房山区人，是中国登上米兰时装周的第一人。

## 经历
张亮入行之前曾经从事粵菜厨师，16岁就开始工作。后改行做模特。先后参加过北京时装周、上海時裝周、米蘭時裝週等。2007年与寇静结婚，婚后育有一子一女，兒子张悦轩生於2007年11月12日，女兒張雪銥生于2015年6月9日。2013年带儿子参加《爸爸去哪兒 (第一季)》。2015年參加《星廚駕到》（第二季）獲得全國冠軍。
2019年11月29日，在微博發表已與妻子寇靜離婚兩年，並一起撫養兩個孩子成長。

## 影视作品

### 电影
| 上映年份 | 电影名           | 角色       | 备注 |
| 2014年   | 爸爸去哪兒       | 張悅軒爸爸 |      |
| 2015年   | 爸爸的假期       | 張悅軒爸爸 |      |
| 2016年   | 爸爸的3次婚礼    | 顾史       |      |
| 2017年   | 不期而遇         | 范小闲     |      |
| 2018年   | 宇宙有爱浪漫同游 | 楚乔       |      |
| 2018年   | 断片之险途夺宝   |            |      |
| 2019年   | 特警隊           |            |      |
| 待上映   | 枪炮腰花         | 老三       |      |
| 待上映   | 笨蛋都到齐了     |            |      |

### 电视剧
| 首播年份 | 剧名                 | 角色       | 备注       |
| 2013年   | 人生需要揭穿         |            | 网络剧     |
| 2014年   | 异乡人医生第8集      | Sean Zhang | 客串       |
| 2016年   | 百变五侠之我是大明星 | 高丽武士   | 网络剧     |
| 2016年   | 1931年的爱情         | 沈悦       |            |
| 2018年   | 鸣鸿传               | 沈十五     | 网络剧     |
| 2019年   | 重耳传奇             | 吉格       | 2016年拍摄 |
| 2019年   | 彩虹的重力           | 苏东霖     |            |
| 2021年   | 明天我们好好过       | 张猛       | 2017年拍摄 |
| 2022年   | 东八区的先生们       | 石小易     | 客串       |
| 2023年   | 步云衢               | 吴培       |            |
| 待播     | 男人帮·朋友          | 杜建峰     | 2014年拍摄 |
| 待播     | 我的早更女友         |            | 2017年拍摄 |
| 待播     | 灼灼韶华             |            |            |

### 綜藝節目
| 年份   | 日期            | 電視台              | 節目名稱            | 備註                             |
| 2013年 |                 | 湖南衛視            | 爸爸去哪兒 (第一季) | 全季餐                           |
| 2015年 |                 | 江蘇衛視            | 星廚駕到 (第二季)   | 全季參與                         |
| 2015年 |                 | 重慶衛視            | 中國超模            | 主                               |
| 2015年 | 4月25日- 現在   | 优酷/土豆/ SBS Plus | 中韩时尚王          | 主持，與柳岩、吴克群等代表中国队 |
| 2015年 |                 | 遼寧衛視            | 衝上雲霄            | 全季參與                         |
| 2017年 | 7月22日-9月30日 | 湖南衛視            | 中餐廳第一季        | 全季參與                         |

### 短片/微電影
- 2011年，《敢不敢》第四集《果20的48小时》(2011快乐女声微电影)
- 2012年，《發現新的我》(太平鸟风尚男装形象时尚微电影)
- 2013年，《家期》

### 單曲
- 2014年1月1日，我不是男神(與兒子张悦轩合唱)

### MV
- 2009年，王澜霏《寂寞河流》
- 2010年，朱丹《想起》
- 2011年，付辛博《两个人的星空》

## 作品

### 时装周
- 北京时装周
- 上海时装周
- 米兰时装周

### 品牌发布会
- 卡宾（祁刚）
- 东北虎（曾凤飞）
- 柒牌（王玉涛）
- 报喜鸟（计

### 广告代言
- NOKIA-n91软
- SONY-mp3广
- SONY-手提电脑广告麦当劳-平
- 太平鸟风尚男
- TV
- MENSUN
- VOGU
- MIS
- BAZAA